# SEA Tour (Liên Minh Huyền Thoại)
SEA Tour là hệ thống giải đấu Liên Minh Huyền Thoại chuyên nghiệp của khu vực Đông Nam Á được tổ chức bởi nhà phát hành Garena, thay thế cho Garena Premier League (GPL) từ mùa hè năm 2018. Sau sự chia tách của khu vực Đài Loan - Hồng Kông - Ma Cao năm 2015 và khu vực Việt Nam năm 2018 ra khỏi GPL để trở thành các khu vực riêng, có giải đấu riêng theo sự phân chia khu vực của Riot Games, khu vực Đông Nam Á trong Liên Minh Huyền Thoại hiện tại bao gồm 5 nước: Indonesia, Malaysia, Philippines, Singapore và Thái Lan. Nhằm mang đến một môi trường mới chuyên nghiệp hơn cho thể thao điện tử Liên Minh Huyền Thoại khu vực Đông Nam Á, nhà phát hành Garena quyết định thay thế GPL bằng SEA Tour - một giải đấu mới với thể thức hoàn toàn mới, nâng cao giải thưởng, nhằm tìm ra những đội tuyển xuất sắc nhất sẽ đại diện cho khu vực Đông Nam Á tham dự các giải đấu quốc tế của Riot Games, bao gồm Mid Season Invitational, Rift Rivals, Chung Kết Thế Giới và All-Star.
SEA Tour Championship 2018 mùa hè mang tên "Globe Conquerors Manila 2018" sẽ là giải đấu đầu tiên của SEA Tour. Vòng chung kết sẽ được tổ chức tại Manila (Philippines). Đội vô địch sẽ đại diện cho khu vực Đông Nam Á tham dự Chung Kết Thế Giới Liên Minh Huyền Thoại 2018 từ vòng khởi động.
Ngoài ra, những giải đấu không có liên quan tới việc cạnh tranh suất tham dự giải đấu quốc tế sẽ có tên gọi là SEA Tour Open Tournaments.

## Thể thức
Các quốc gia trong hệ thống SEA Tour và số đội được tham gia vòng chung kết (dựa theo thể thức mùa hè năm 2018):
| Quốc gia    | Số đội |
| ----------- | ------ |
| Indonesia   | 1      |
| Malaysia    | 2      |
| Philippines | 2      |
| Singapore   | 1      |
| Thái Lan    | 2      |

Tương tự với việc xóa bỏ GPL, các giải đấu quốc nội của 5 nước trong khu vực cũng sẽ được xóa bỏ và thay thế bằng vòng tuyển chọn quốc gia của SEA Tour. Dựa theo thành tích của GPL 2018 mùa xuân, 3 nước có 3 đội đứng đầu gồm Thái Lan (hạng 1), Malaysia (hạng 2) và Philippines (hạng 3) sẽ có 2 đội tham dự vòng chung kết, còn Indonesia và Singapore sẽ có 1 đội tham dự vòng chung kết. Lưu ý rằng số suất của mỗi quốc gia không phải là cố định, nó có thể tăng hoặc giảm trong mùa sau dựa theo thành tích của quốc gia đó trong các vòng chung kết SEA Tour Championship mùa trước.

### Vòng tuyển chọn quốc gia
Tại mỗi nước trong khu vực, vòng tuyển chọn quốc gia sẽ bao gồm 2 vòng: vòng loại trực tuyến (thể thức loại trực tiếp Best-of-1) và vòng loại toàn quốc (8 đội, thể thức chia nhánh thắng - nhánh thua, loại trực tiếp Best-of-3), riêng các trận chung kết quyết định đại diện quốc gia sẽ là trận đấu theo thể thức Best-of-5. Với các nước có 2 suất, đội vô địch nhánh thắng sẽ là hạt giống số 1 của quốc gia, đội vô địch nhánh thua sẽ là hạt giống số 2 của quốc gia trong vòng chung kết. Còn với các nước có 1 suất, hai đội vô địch nhánh thắng - nhánh thua sẽ phải đánh thêm trận chung kết tổng để tìm ra đại diện quốc gia tham dự vòng chung kết. Vòng tuyển chọn quốc gia sẽ lựa chọn ra 8 đội tuyển tham dự vòng chung kết của SEA Tour Championship.

### Vòng chung kết
Vòng chung kết của SEA Tour Championship sẽ được tổ chức tại một địa điểm thi đấu cục bộ và diễn ra với 2 vòng: vòng bảng và vòng loại trực tiếp. 8 đội tuyển sẽ được chia làm hai bảng, với luật bốc thăm là 2 đội tuyển cùng một quốc gia sẽ không nằm cùng bảng và 2 đội tuyển hạt giống số 1 của 2 quốc gia có thành tích cao nhất mùa trước cũng sẽ không nằm cùng bảng (ví dụ như dựa theo GPL 2018 mùa xuân, hạt giống số 1 của Thái Lan và Malaysia sẽ không nằm cùng bảng tại SEA Tour Championship 2018 mùa hè).
Các trận đấu tại vòng bảng diễn ra theo thể thức vòng tròn 2 lượt đi - về. Hai đội đứng đầu mỗi bảng sẽ giành quyền vào vòng bán kết. Tại bán kết đội nhất bảng này sẽ thi đấu với đội nhì bảng kia. Hai đội thắng bán kết sẽ thi đấu trận chung kết, còn hai đội thua sẽ thi đấu trận tranh giải ba. Đội giành giải ba mùa xuân sẽ giành suất thứ 3 đại diện cho khu vực Đông Nam Á tham gia Rift Rivals Đông Nam Á - Châu Đại Dương - Nhật Bản cùng với 2 đội vào chung kết. Đội vô địch mùa xuân sẽ tham dự Mid Season Invitational. Đội vô địch mùa hè sẽ tham dự Chung Kết Thế Giới. Các trận đấu của vòng loại trực tiếp sẽ diễn ra theo thể thức Best-of-5.

## Kết quả
| Giải đấu                          | Thời gian (vòng chung kết) | Địa điểm | Vô địch          | Á quân       | Hạng 3                         |
| --------------------------------- | -------------------------- | -------- | ---------------- | ------------ | ------------------------------ |
| SEA Tour Championship 2018 Mùa hè | 13/08 - 19/08/2018         | Manila   | Ascension Gaming | MEGA Esports | Kuala Lumpur Hunters Resugence |

## Thống kê

#### Xếp hạng các quốc gia
| Quốc gia    | Vô địch | Á quân | Hạng 3 |
| ----------- | ------- | ------ | ------ |
| Thái Lan    | 1       | 1      |        |
| Malaysia    |         |        | 1      |
| Singapore   |         |        | 1      |
| Philippines |         |        |        |
| Indonesia   |         |        |        |

#### Xếp hạng các đội
| Quốc gia             | Vô địch | Á quân | Hạng 3 |
| -------------------- | ------- | ------ | ------ |
| Ascension Gaming     | 1       |        |        |
| MEGA Esports         |         | 1      |        |
| Kuala Lumpur Hunters |         |        | 1      |
| Resugence            |         |        | 1      |